# Orchestre des Concerts Straram
Het Orchestre des Concerts Straram (Frans voor concerten-orkest "Straram") was een Frans symfonieorkest onder leiding van zijn naamgever Walther Straram met als thuisbasis Parijs, dat bestond tussen 1925 en 1933.

## Geschiedenis
Het Orchestre des Concerts Straram werd in 1925 opgericht op initiatief van de Franse dirigent Walther Straram, die het orkest leidde tot aan zijn dood in 1933. Het orkest was afhankelijk van particuliere giften. Het werd samengesteld uit de beste orkestleden van andere Parijse orkesten. Het repertoire van het orkest bestond voornamelijk uit muziek van componisten uit die tijd. Het orkest speelde veel premières.

## Wereldpremières en Franse premières
- Kammerkonzert van Alban Berg (Franse première, 1927);
- Le Bal vénitien van Claude Delvincourt (1930);
- Kammermusik nr. 2, voor piano en orkest van Paul Hindemith (Franse première, 1929);
- Kammermusik nr. 7, voor orgel en orkest van Paul Hindemith (Franse première, 1930);
- Les Offrandes oubliées van Olivier Messiaen (19 februari 1931);
- Hymne van Olivier Messiaen (13 maart 1933);
- Agamemnon van Darius Milhaud (1927);
- Rapsodie voor cello van Jean Rivier (1928); Emmanuel Feuermann, cello;
- Prélude, marine et chanson van Joseph Guy Ropartz (1931);
- Concert pour petit orchestre, op.34 van Albert Roussel (5 mei 1927, compositie opgedragen aan Walther Straram);
- Petite suite, van Albert Roussel (6 februari 1930);
- Passacaglia, van Anton Webern (Franse première, 1927);
- Fünf Ochesterstücken, op. 10, van Anton Webern (Franse première, 1929).

## Memorabele concerten
- De Ring des Nibelungen, onder leiding van Franz von Hoesslin in Théâtre des Champs-Élysées (1929, eerste Duitstalige voorstelling in Frankrijk).